# GSPスタジアム
GSPスタジアム（The Pancyprian Gymnastic Association Stadium (GSP Stadium) (ギリシア語: Στάδιο Γυμναστικός Σύλλογος "Τα Παγκύπρια")）は、キプロスの首都ニコシアにある球技場。主にサッカーキプロス代表の試合やチャンピオンズリーグの試合に使用される。
1902年から1999年まで使用されていた旧スタジアムを全面建て替え、1999年10月6日に新しいGSPスタジアムとして完成した。座席数は22,859席あり、キプロス最大のスタジアムである。2002年にはリーグ戦のAPOEL対オモニア・ニコシア戦で23,043人を動員した。